# Nolana foliosa
Nolana foliosa  es una de las 49 especies pertenecientes al género Nolana presentes en Chile, el cual corresponde a la familia de las solanáceas (Solanaceae). Esta especie en particular es endémica con una distribución limitada en el borde costero de la Región de Arica y Parinacota y la Región de Tarapacá en Chile.

## Descripción
Se encuentra descrita como una hierba perenne que se presenta de forma globosa. Sus tallos son rastreros o erectos y presentan coloración marrón. Sus tallos basales son algo leñosos. Sus hojas son suculentas, densas de forma linear y con bordes revolutos. Posee una cobertura poco densa de pelos cortos, prácticamente invisibles a la vista. 
Posee flores pequeñas con un pedicelo muy corto, posee un cáliz formado por 5 sépalos lanceolados unidos en la base, posee una corola con forma de campana gamopétala y lobulada, siendo el lóbulo superior más grande que los otros, esta es su principal característica, de color lila a celeste, la parte interior del tubo es de color lila oscuro a morado y la parte inferior del tubo es de color amarillo pálido. Estambres blancos y anteras con polen de color blanco. 
Su fruto es una nuez de color negro y en cada mericarpo puede llegar a tener 2 a 3.
Esta especie es una especie de interior o subandino, que crece a orillas de camino, en sustratos arenoso - pedregoso

## Nombres vernáculos
Esta especie es conocida simplemente como 'Suspiro'. 

## Importancia
Esta es especie conocida como 'Suspiro' constituye una de las flores emblemáticas que aparecen durante la floración del fenómeno denominado Desierto florido.
Ha sido encontrada en el camino a la localidad de Codpa en la región de Arica-Parinacota.
Sin embargo, el holotipo corresponde a la Quebrada El Nueve en Cobija, en el sector costero de la Región de Tarapacá.
Es considerada una planta con valor ornamental.

## Amenazas
Una de las principales amenazas de esta especie la constituyen factores antrópicos como la urbanización y ocupación del borde costero, por acción antrópica por el turismo y colecta de flores. Otra amenaza la constituye el pastoreo de ganado caprino y mular en el área.